# 利奧坊·曉岸

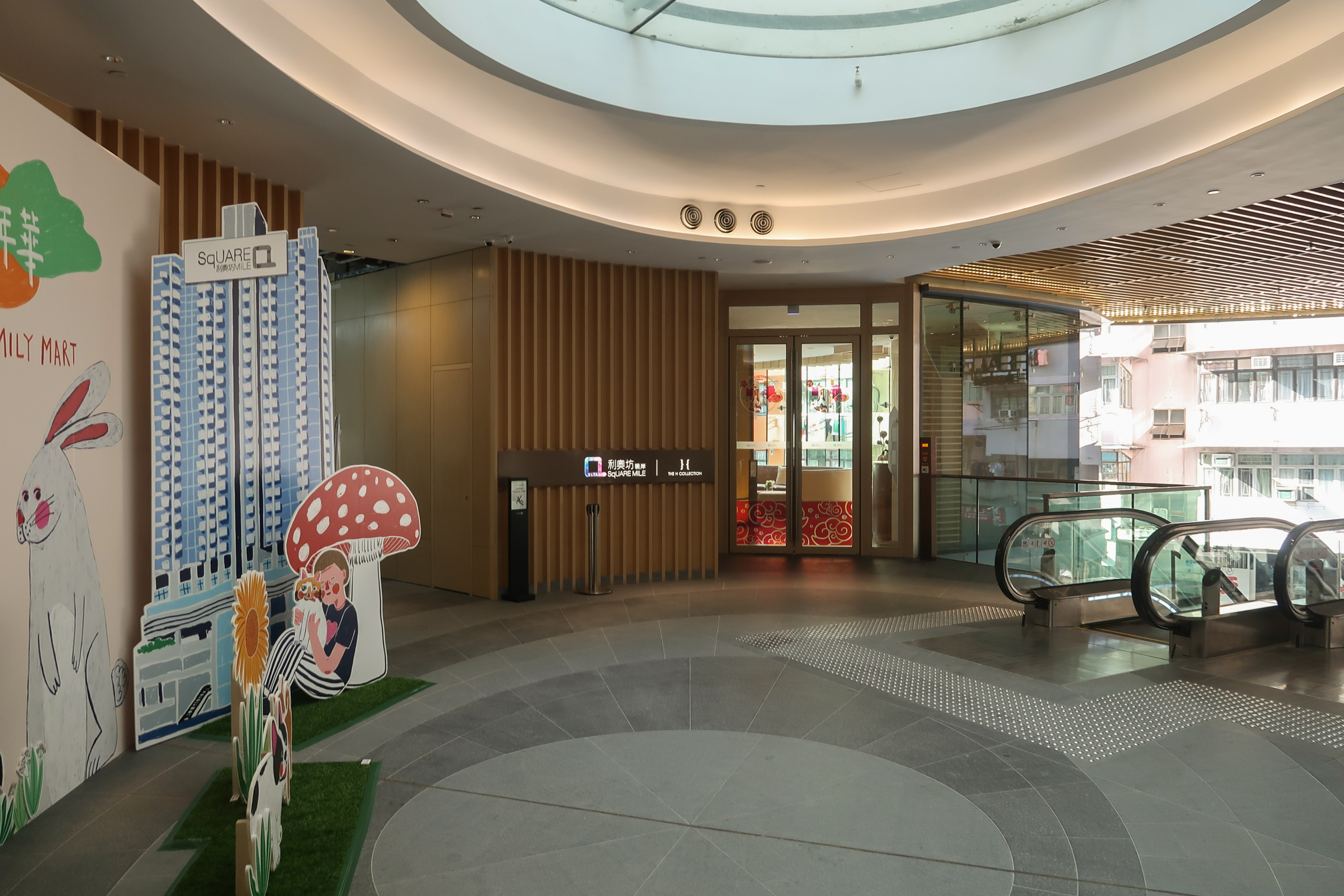
住宅入口

利奧坊·曉岸（英語：Eltanin·Square Mile）位於香港九龍大角咀利得街11號，為一住宅項目，地產發展商為恆基兆業。利奧坊系列暫時合共有7個項目，合共提供約100萬方呎樓面，利奧坊·曉岸為利奧坊系列的第一期項目。
利奧坊·曉岸原為利得街11至33號海安樓，屬田生集團的收購重建項目，原址重建成為利奧坊·曉岸，於2015年10月開售，折實入場費為318萬元。物業在2017年第四季入伙。
唯利奧坊·曉岸所在的油尖旺區及鄰近的深水埗區娛樂場所眾多，流動人口聚集，加上種種的歷史因素，貧窮、治安和衛生情況惡劣，一直惹人詬病，存在不少社區問題有待解決。

## 物業
物業以單幢設計，再細分第一、二座，住宅樓高27層（地庫、地下、1樓至3樓、5樓至12樓、15樓至23樓及25樓至29樓，不設4樓、13樓、14樓及24樓），合共提供448伙，提供開放式至3房戶，實用面積由172平方呎至601平方呎。

## 設施
住客會所則位於3樓，面積10,554方呎，由著名設計師Peter Remedios設計。設施包括宴會廳、健身室、25米長室外泳池及燒烤區等，3樓同時設有2,479方呎花園。另6樓及天台都設有分別3,500方呎和4,185方呎的花園，設施包括瑜珈區及優閒雅座。
物業地庫、地下及1樓基座設有商場利奧坊一期，有19個商舖，樓面約4.2萬方呎。

## 興建圖像

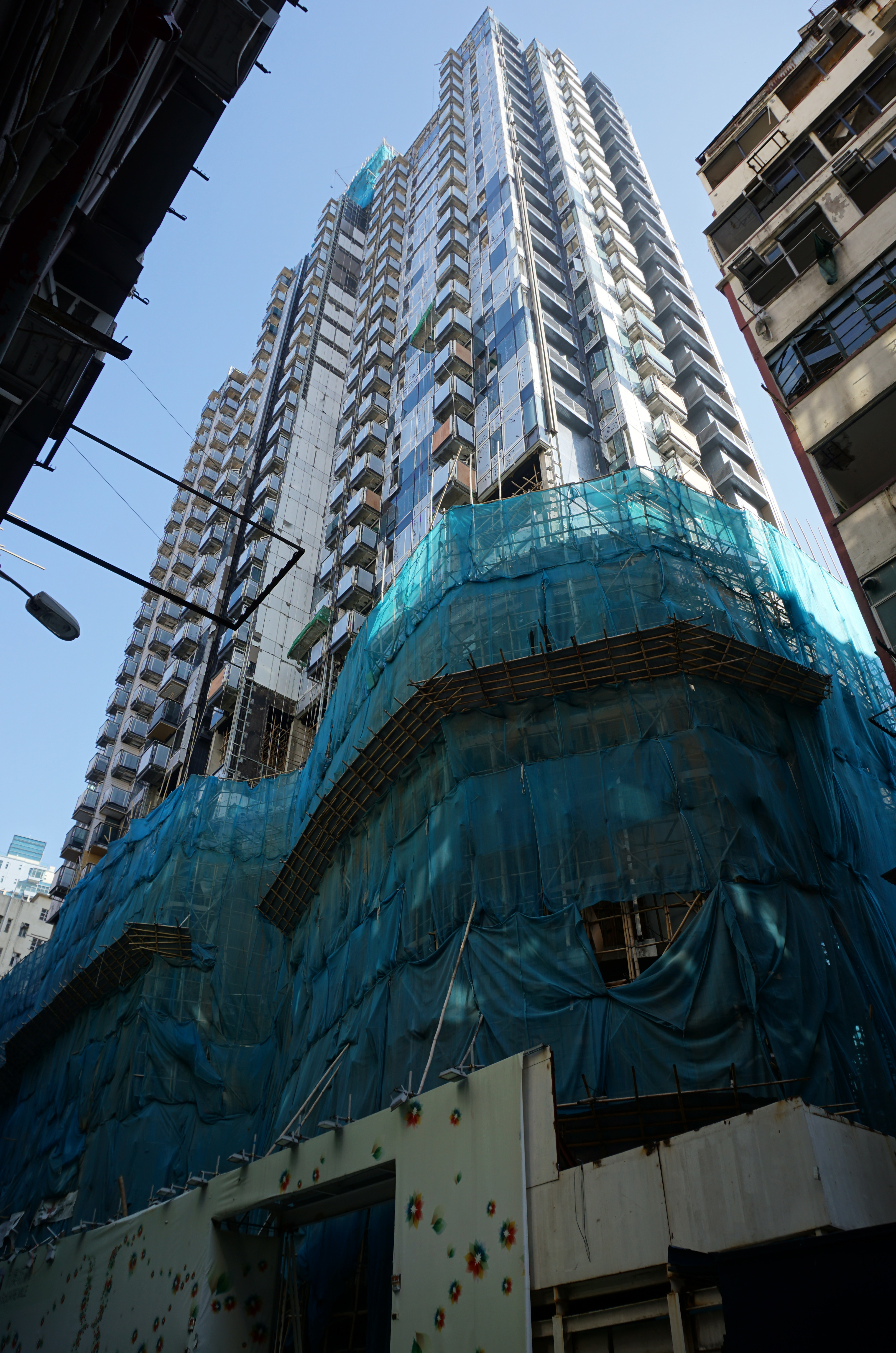
2016年11月
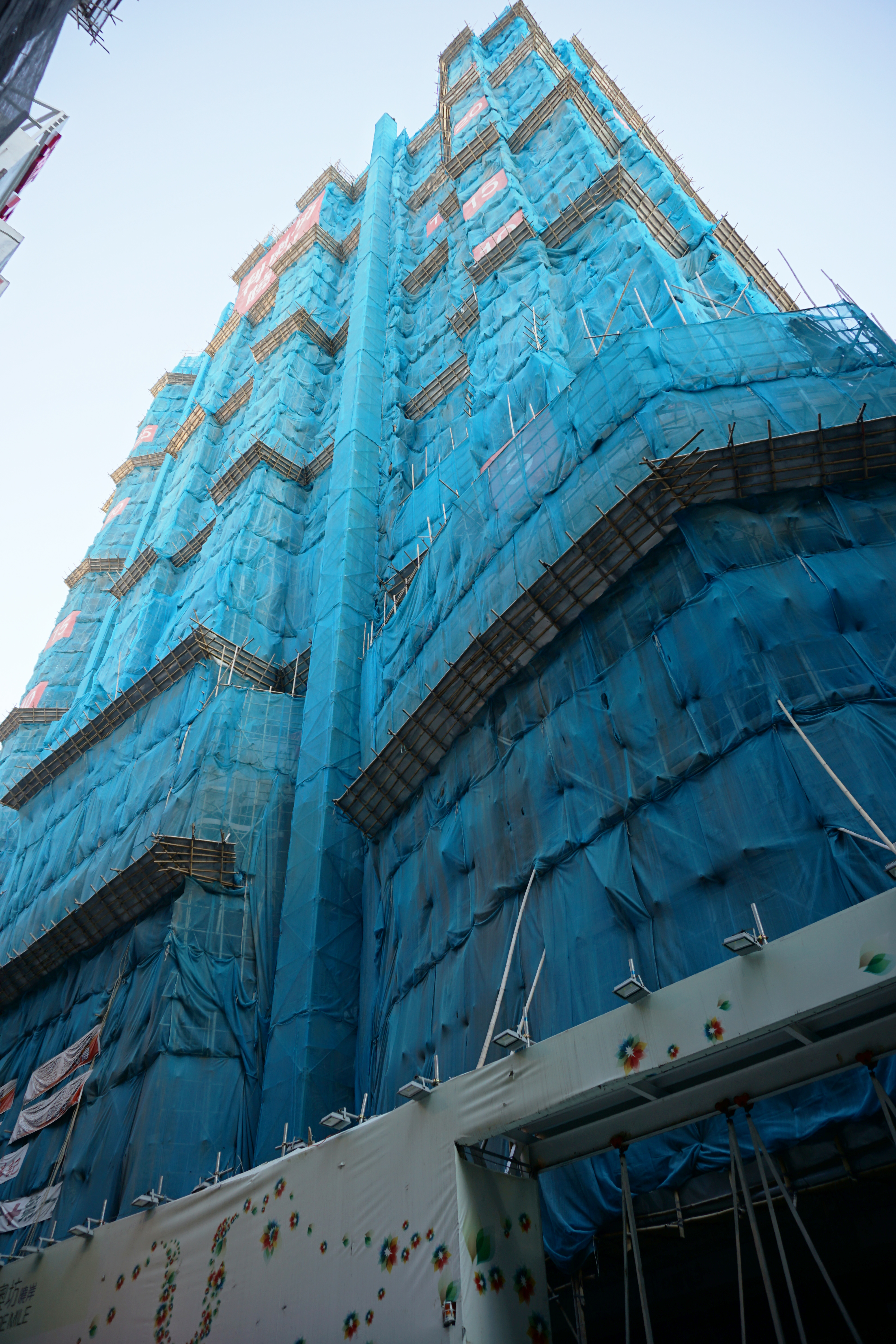
2016年6月
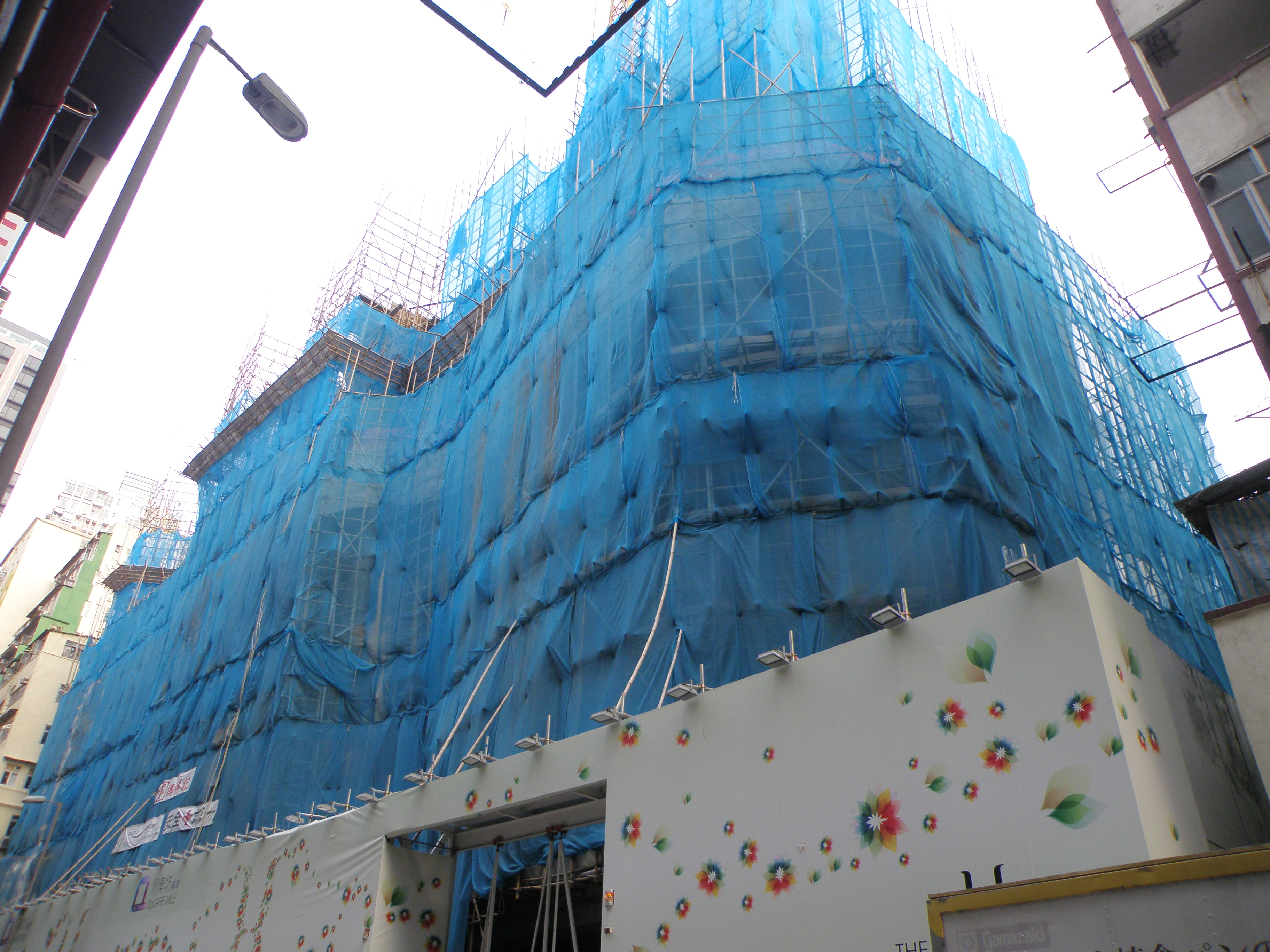
2015年10月

## 鄰近
利奧坊·曉岸鄰近港鐵奧運站、大角咀市政大廈及大型商場奧海城等。
- 匯豐中心
- 中銀中心
- 奧城西岸
- 大同新邨
- 利奧坊·凱岸
- 傲寓